# Konrad Jakobs

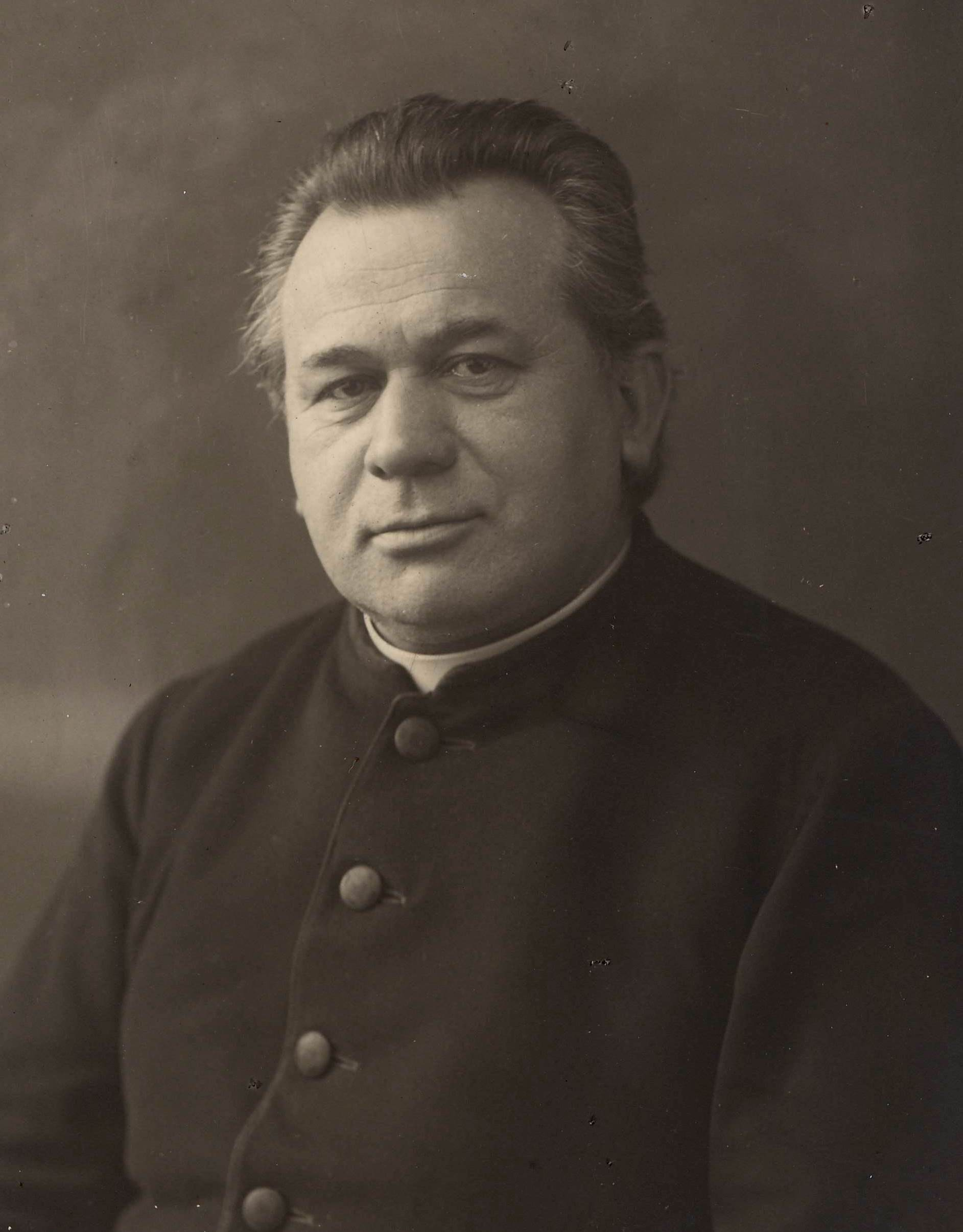
Der „Ruhrpastor“ Konrad Jakobs (1874–1931)

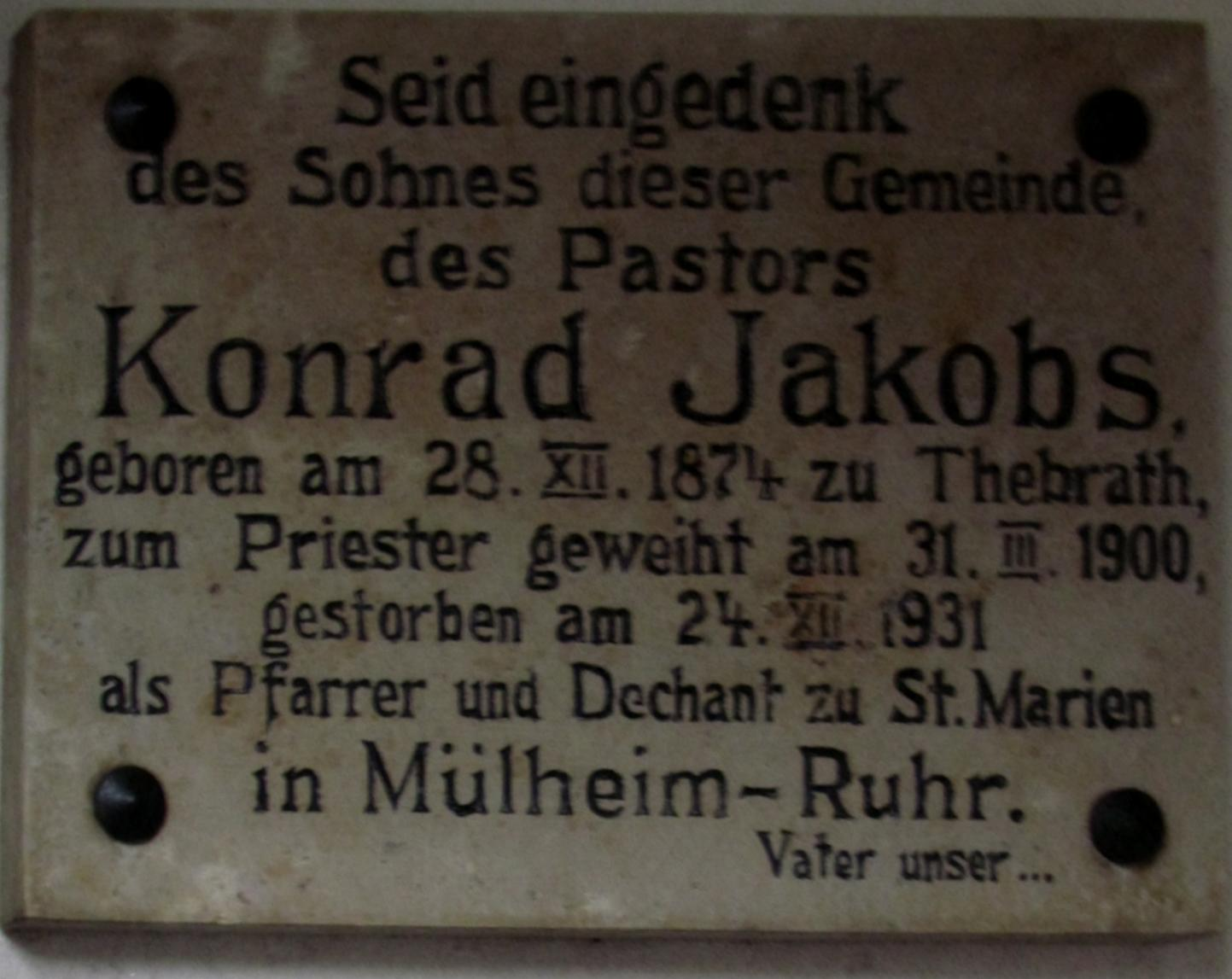
Gedenktafel für Konrad Jakobs in der Kapelle Theberath

Konrad Jakobs (* 28. Dezember 1874 in Theberath bei Heinsberg; † 24. Dezember 1931 in Mülheim an der Ruhr) war ein katholischer Pfarrer.

## Leben und Wirken
Er wurde von der Bevölkerung als „Ruhrpastor“ bezeichnet, da er sich über die Gemeindegrenzen hinaus für die Belange der einfachen Bevölkerung im Ruhrgebiet, insbesondere der Industrie- und Zechenarbeiter einsetzte.
1919 wurde er an die Pfarrei St. Mariae Geburt in Mülheim an der Ruhr berufen, die er bis zu seinem Tod 1931 betreute.
Zahlreiche Bauprojekte gehen auf seine Initiative zurück, wie die neue Marienkirche auf den Kirchenhügel (1929), die Siedlung Marienhof (Häuser für kinderreiche Familien) oder die Vergrößerung des katholischen Marienhospitals. Mit Vortragsreisen und Buchveröffentlichungen erwirtschaftete er zusätzliche Geldmittel, der er wiederum in soziale Projekte wie das August-Thyssen-Stift (Waisenhaus und Altersheim) und das Josefshaus (Fürsorgestelle für gefährdete Mädchen) steckte. Für die Realisierung seines sozialen Engagements fand er zudem in der Mülheimer Industriellenfamilie Thyssen großzügige Geldgeber.
1956 wurde auf dem Kirchenhügel in Mülheim an der Ruhr eine Straße nach ihm benannt (Pastor-Jakobs-Straße). Auch in seinem Geburtsort Theberath, heute ein Stadtteil von Heinsberg, erinnert eine Straße an ihn. Hier gibt es in der kleinen Kapelle auch eine Gedenktafel.

## Weitere Quellen
- Stadtarchiv Mülheim an der Ruhr, Bestand 1550 Nr. 174 (Mülheimer Persönlichkeiten)
- Neue Ruhr Zeitung (NRZ) vom 28. Dezember 1974